# Harriet Williams Bigelow
Harriet Williams Bigelow (7 de junio de 1870 - 27 de junio de 1934) fue una instructora y astrónoma estadounidense.

## Biografía
Nacida en Fayetteville, Nueva York, Harriet era hija del pastor Dana Williams Bigelow y Katherine Huntington. Su familia se mudó a Pitcher, Nueva York , y luego en 1878 a Utica, Nueva York , donde su padre se convirtió en pastor de la Iglesia Presbiteriana Memorial. Harriet asistió a las escuelas públicas locales y se graduó de la Academia Libre de Utica en 1889. Se matriculó en el Smith College, una universidad de artes liberales para mujeres en Massachusetts, donde estudió astronomía.
Después de graduarse con una licenciatura en 1893, enseñó en la escuela Granger Place en Canandaigua, Nueva York . En 1896, fue invitada de nuevo al Smith College como asistente de astronomía bajo su antigua instructora, Mary Emma Byrd, una pionera en el método de laboratorio para enseñar astronomía. Asistió a la Universidad de Míchigan en 1901, donde continuó sus estudios de astronomía. En 1904, recibió un doctorado bajo la dirección de Asaph Hall con una tesis titulada Declinaciones de ciertas estrellas polares del norte determinadas con el círculo meridiano.
En 1906 se convirtió en directora del Observatorio del Smith College, en sustitución de Mary Byrd y fue nombrada profesora asociada de la universidad. Harriet alcanzó el estatus de profesora en 1911 y se convirtió en jefa del departamento de astronomía de la universidad. Entre 1905 y 1928, publicó siete artículos en el Astronomical Journal, principalmente sobre el tema de los cometas. En 1923, se unió a la expedición del eclipse solar a la isla de Santa Catalina, California. Durante su carrera, se desempeñó como vicepresidenta y presidenta de la Asociación Estadounidense de Observadores de Estrellas Variables, y fue consejera de la Sociedad Astronómica Estadounidense durante el período 1932-35.
En 1934, se tomó un año sabático y viajó con su hermana a Manila. Iba a visitar observatorios en Sudáfrica cuando murió repentinamente en Java.